# António Pereira de Sousa da Câmara

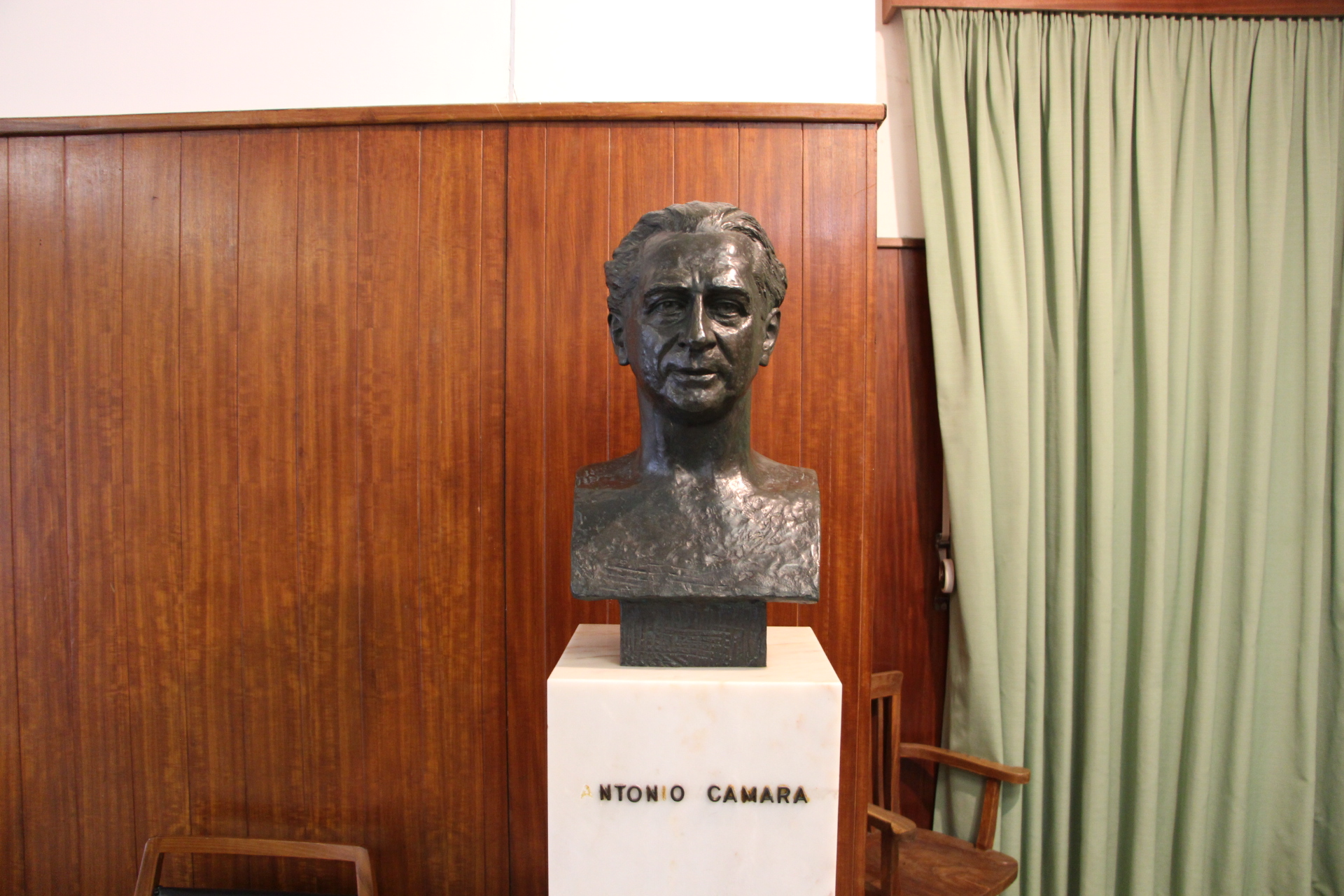
Monumento em homenagem a Câmara, INIAV Oeiras

António Pereira de Sousa da Câmara ComSE • GCMAI (Mártires, Lisboa, 6 de janeiro de 1901 – Santos-o-Velho, Lisboa, 19 de julho de 1971) foi um engenheiro agrónomo e professor universitário português.

## Família
Filho de Manuel de Sousa da Câmara, Senhor da Casa dos de Sousa da Câmara, em Vila Viçosa, e de sua mulher Maria Luísa Mardel (Santa Isabel, Lisboa, 10 de Março de 1873 – Lisboa, 24 de Julho de 1945).

## Biografia
Co-Senhor da Casa dos de Sousa da Câmara, em Vila Viçosa.
Engenheiro agrónomo e Professor Universitário Catedrático do Instituto Superior de Agronomia da Universidade Técnica de Lisboa, fundador e primeiro Diretor da Estação Agronómica Nacional, instituição de investigação científica criada em Portugal (1936), continuadora dos trabalhos da Estação Agrária Central, e que serviu de modelo aos diversos laboratórios do Estado que seriam fundados nas décadas imediatas. Agrónomo formado no Instituto Superior de Agronomia, estagiou nos Estados Unidos da América, na Alemanha e no Reino Unido, tendo sido um dos pioneiros do estudo da Genética. Foi chefe de gabinete do ministro da Agricultura Henrique Linhares de Lima, entre 1929 e 1931. Foi Professor das cadeiras de Agricultura Geral e de Máquinas Agrícolas e do curso de Trematologia (antecessor da cadeira de Genética) no Instituto Superior de Agronomia. A partir de 1936 foi director da Estação Agronómica Nacional, com sede em Sacavém até a década de 1950, e mais tarde em Oeiras. Fundou as revistas Agronomia Lusitana e Genética (em Madrid) e escreveu várias obras, entre as quais ABC da Genética (1942) e No Caminho – Guiando Uma Empresa Científica (1943). Foi Presidente da Comissão Nacional da FAO de Portugal, Sócio Efetivo da Academia das Ciências de Lisboa e Sócio da Real Academia das Ciências de Madrid.
Colaborou na Revista Municipal da Câmara Municipal de Lisboa (1939-1973).
Foi agraciado com o grau de Comendador da Ordem Militar de Sant'Iago da Espada a 2 de Fevereiro de 1959 e com a Grã-Cruz da Ordem Civil do Mérito Agrícola e Industrial Classe Agrícola a 28 de Maio de 1969 e como Senhor Grã-Cruz da Ordem Civil de Afonso X o Sábio de Espanha, etc.

## Casamento e descendência
Casou civilmente em Lisboa, Santa Isabel, a 28 de Abril de 1927 com Francisca Campos Camacho Rodrigues (Santa Isabel, Lisboa, 2 de Setembro de 1903 – Prazeres, Lisboa, 18 de Janeiro de 1982), filha de Inocêncio Camacho e de sua mulher Maria do Carmo da Silva de Campos, de quem teve duas filhas e dois filhos: 
- Maria do Carmo Camacho Rodrigues de Sousa da Câmara ou Camacho de Sousa da Câmara (Lisboa, Ajuda, 5 de Julho de 1928), casada em Lisboa, Lapa, a 4 de Fevereiro de 1956 com António Maria Dupuich Pinto de Castelo Branco (Paris, 5 de Fevereiro de 1927 - Vila Viçosa, São Bartolomeu, 24 de Março de 1999), Engenheiro Agrónomo e Silvicultor, com geração
- Manuel Pereira da Nóbrega de Sousa da Câmara ou Pereira de Sousa da Câmara (Lisboa, Ajuda, 17 de Outubro de 1929 – Lisboa, Anjos, 11 de Agosto de 1992)
- João Pereira de Sousa da Câmara (Lisboa, Ajuda, 23 de Junho de 1931)
- Maria Luísa Camacho Rodrigues de Sousa da Câmara ou Camacho de Sousa da Câmara (Lisboa, Ajuda, 25 de Maio de 1934), casada em Vila Viçosa, São Bartolomeu, na Capela da Casa ou do Palácio dos de Sousa da Câmara, a 8 de Janeiro de 1953 com José António Schroeter de Oliveira Pires Horta Osório (Lisboa, Encarnação, 12 de Junho de 1930), com geração.